# A két gránátos
Az A két gránátos című dalt Robert Schumann komponálta 1840-ben  Heinrich Heine versére. A vers két Oroszországból hazatérő gránátosról szól, akik útközben hallják meg, hogy Napóleon császár fogságba esett. A dal érdekessége az 56–57. ütemtől felhangzó Marseillaise.
A verset fél évvel később, még 1840-ben Richard Wagner is megzenésítette. Nem tudni, hogy a két zeneszerző már 1840-ben is ismerte-e egymást, de a Marseillaise Wagner feldolgozásában is szerepel.
A szöveget magyar nyelvre Lányi Viktor fordította.

## Kotta és dallam
| Két gránátos francia földre tart. Úgy megtörte őket a rabság. Amint elérik a német határt, ott szívüket búnak adják, | mert szárnyall a vészhír, s a szívükbe csap, hogy Frankhon a romlásba dőlt már. Szétszórva, leverve a hősi csapat, rabláncon a császár, a császár. | A két bajnok keserű könnyet ejt, a gyász a szívükön ült meg. Az egyik szól: „Úgy fáj itt benn. A régi seb újra lüktet.”                 |
| A másik szól: „Ó jaj nekem! Jó lenne halni véled, de nőm van otthon, gyermekem, mi lesz, ha én nem élek?”            | „Mit bánom én, mi lesz velük, nem asszonyra s gyermekre vágyom. Lesznek koldusok, ha nincs kenyerük. A császár, a császár rabláncon!               | De kérlek, pajtás, tedd meg azt, ha kínom mostan öl meg, a testemet holtan itt ne hagyd, add vissza a francia földnek!                  |
| Az érdemrendet mellemen, vérszín selyem szalagján, a puskám, az is ott legyen, és kösd övemre szablyám!              | Ott fekszem lent, meg sem mozdulok, mint néma őrszem a sírban, míg meg nem hallom, hogy puska ropog, és vad paripák zaja dobban.                   | Ott vágtat a harcba a büszke hadúr, 𝄆 kard csattog, hányja a szikrát. 𝄇 Énrólam a sírnak a hantja lehull, föltámadok védni a császárt!” |

## Felvételek
- Robert Schumann–Heinrich Heine:  A két gránátos. Bende Zsolt ének, György Miklós zongora  YouTube (2016. január 25.)  (Hozzáférés: 2017. május 18.) (audió)
- Robert Schumann–Heinrich Heine:  A két gránátos. Kovács Kolozs ének, Szirmai Márta zongora  YouTube (1971. április 19.)  (Hozzáférés: 2017. május 18.) (audió)
- Robert Schumann–Heinrich Heine:  Die beiden Grenadiere (A két gránátos). Polgár László ének, Jandó Jenő zongora  YouTube (1975)  (Hozzáférés: 2017. május 18.) (videó)